# Takeshi Matsu
Takeshi Matsu (松武?, Matsu Takeshi; 10 marzo 1973) è un fumettista giapponese.
Autore di opere bara, impiega a volte lo pseudonimo Masamune Kokichi (マサムネコキチ?).
Alcune sue raccolte sono state pubblicate in Italia da Renbooks.

## Opere
- Itsuka wa kuma goroshi!! (いつかは熊殺し!!?) (2004)
- Three Animals Go!!! (三匹がイクッ！！！ ?, Sanbiki ga iku!!!) (2005)
- Susume! Riku, umi, sora!! (進め!陸、海、空!!?) (2007)
- Anata o aishiteyamazu (あなたを愛してやまず?) (2007)
- Takuhai Spirits!! (宅配スピリッツ!!?) (2008)
- Motto motto anata o (もっともっとあなたを?) (2009)
- Shinmai ginkouin kyuuryuu kouji no junan (新米銀行員 九竜光司の受難?) (2009)
- Omoi omoware suri surare (想い想われスリスラレ?) (2009)
- Oyaji ana no mujina (おやじ穴のムジナ?) (2011)
- Makumakuran hakase no kiken na oyuugi (マクマクラン博士の危険なお遊戯?) (2015)